# Pogon
Pogon (Grieks: Πωγώνι, Pogoni) is een plaats en voormalige gemeente in de stad (bashkia) Dropull in de prefectuur Gjirokastër in Albanië. Sinds de gemeentelijke herindeling van 2015 doet Pogon dienst als deelgemeente en is het een bestuurseenheid zonder verdere bestuurlijke bevoegdheden. De plaats telde bij de census van 2011 432 inwoners.

## Bevolking
Volgens de volkstelling van 2011 telde de (voormalige) gemeente Pogon 432 inwoners. Dat is een daling vergeleken met 648 inwoners op 1 april 2001. De bevolking bestaat hoofdzakelijk uit etnische Grieken (82,41 procent), gevolgd door een kleinere aantallen Albanezen (8,33 procent) en Aroemenen(2,08 procent).
De bevolking van Pogon is sterk vergrijsd. Van de 432 inwoners waren er 16 tussen de 0 en 14 jaar oud, 195 inwoners waren tussen de 15 en 64 jaar oud en 221 inwoners waren 65 jaar of ouder.

#### Religie
Het christendom, met name de Albanees-Orthodoxe Kerk, heeft de grootste aanhang onder de inwoners van Pogon.
| Religieuze samenstelling in de plaats (bashki) Pogon | Religieuze samenstelling in de plaats (bashki) Pogon | Religieuze samenstelling in de plaats (bashki) Pogon | Religieuze samenstelling in de plaats (bashki) Pogon | Religieuze samenstelling in de plaats (bashki) Pogon | Religieuze samenstelling in de plaats (bashki) Pogon |
| Deelgemeente                                         | Aantal inwoners (census 2011)                        | Islam (%)                                            | Katholieke Kerk in Albanië (%)                       | Albanees-Orthodoxe Kerk (%)                          | Bektashi (%)                                         |
| ---------------------------------------------------- | ---------------------------------------------------- | ---------------------------------------------------- | ---------------------------------------------------- | ---------------------------------------------------- | ---------------------------------------------------- |
| Pogon                                                | 432                                                  | 0,46                                                 | 0,23                                                 | 88,89                                                | -                                                    |